# Sønner av Norge
Sønner av Norge (deutsch: Söhne von Norwegen) ist ein norwegisches Lied mit patriotischem Inhalt. Es gewann im Jahre 1820 einen Wettbewerb der Selskapet for Norges Vel (Gesellschaft für Norwegens Wohl) um eine neue norwegische Nationalhymne, womit man nach der Auflösung der Union mit Dänemark 1814 die Eigenständigkeit Norwegens zementieren wollte. Bis dahin war das Trinklied Norges Skaal inoffiziell als Nationalhymne in Gebrauch.
Bis 1864 war es damit alleinige Nationalhymne Norwegens, bevor Ja, vi elsker dette landet erschien. Bis ins frühe 20. Jahrhundert wurden jedoch beide Formen parallel verwendet, Sønner av Norge vor allem in formellen Zusammenhängen. Bis heute hat sich Ja, vi elsker dette landet de facto als alleinige Hymne etabliert, dies wurde jedoch nie formell festgelegt.
Der Text von Sønner av Norge stammt von Henrik Anker Bjerregaard, die Melodie von Christian Blom. Der Text wurde in Riksmål verfasst, einer älteren Variante der heutigen norwegischen Standardsprache Bokmål, die noch stärker an die dänische Sprache angelehnt ist.
Eine moderne Version dieses Stückes erschien 2003 auf dem Album Evige Asatro der Vikingrock-Band Glittertind.

## Text
| Norwegischer Originaltext | Deutsche Übersetzung |
| 1. Strophe Sønner av Norge, det eldgamle rike, sjunger til harpens den festlige klang! Mandig og høytidsfullt tonen la stige! Fedrenelandet innvies vår sang. Fedreneminner herlig opprinner hver gang vi nevner vår fedrenestavn. Svulmende hjerter og glødende kinner hyller det elskte, det hellige navn. | 1. Strophe Söhne aus Norwegen, dem uralten Land, Singt zu der Harfen festlichem Klang Mannhaft und feierlich die Töne lasst klingen! Dem Vaterland widmen wir unsren Gesang Vätererinnerungen, so herrlich, entspringen Jed'mal wenn wir uns unsrer Heimat entsinnen. Schwellende Herzen und errötende Wangen Huld'gen dem geliebten, ja dem heiligen Namen. |